# Thomas Schrammel
Thomas Schrammel (Kittsee, 5 settembre 1987) è un ex calciatore austriaco, di ruolo difensore.

## Carriera

### Club
Debutta con il Ried il 21 agosto 2009 nel pareggio per 0-0 contro l'Austria Kärnten. Segna il suo primo gol il 21 agosto 2010 nella vittoria fuori casa per 0-5 contro il Wieder Neustadt. Segna l'ultimo gol con il Ried il 13 novembre 2010 nella vittoria casalinga per 2-0 contro il Wieder Neustadt. Gioca l'ultima partita con il Ried il 29 maggio 2011 nella vittoria casalinga in Coppa per 2-0 contro l'Austria Lustenau.
Debutta con il Rapid Vienna il 16 luglio 2011 nella vittoria casalinga per 2-0 contro l'Admira Wacker.

### Nazionale
Debutta in Nazionale il 7 giugno 2011 nella vittoria in casa per 3-1 contro la Lettonia, entrando nei minuti di recupero al posto del capitano Christian Fuchs.

## Palmarès

### Competizioni nazionali
- Coppa d'Austria: 1

Sturm Graz: 2017-2018